# ألين ماكسويل
ألين ماكسويل (بالإنجليزية: Allen Maxwell)‏ هو سياسي أمريكي، ولد في 19 أبريل 1943، وتوفي في 10 مارس 2014 بسبب نوبة قلبية. انتخب عضو مجلس نواب أركنساس.